# Vrångöskärgården
Vrångöskärgården este o arie protejată (arie specială de conservare — SAC, sit de importanță comunitară — SCI, arie de protecție specială avifaunistică — SPA) din Suedia întinsă pe o suprafață de 7.003,4 ha, integral pe uscat.

## Localizare
Centrul sitului Vrångöskärgården este situat la coordonatele 57°32′52″N 11°45′10″E / 57.5477°N 11.7529°E.

## Înființare
Situl Vrångöskärgården a fost declarat sit de importanță comunitară în decembrie 1995 pentru a proteja 10 specii de animale. Alte tipuri de protecție:
- arie de protecție specială avifaunistică (în decembrie 1996)[2]
- arie specială de conservare (în martie 2011)[1][3][4]

## Biodiversitate
Situată în ecoregiunile continentală și marină Atlantică, aria protejată conține 11 habitate naturale: Lagune de coastă, Bancuri de nisip acoperite în permanență slab de apă marină, Pășuni atlantice udate de apa mării (Glauco-Puccinellietalia maritimae), Pajiști uscate europene, Terase mlăștinoase și terase nisipoase neacoperite de apă la reflux, Vegetație perenă pe țărmurile stâncoase, Faleze cu vegetație de pe coastele atlantice și baltice, Roci stâncoase cu vegetație pionieră de Sedo-Scleranthion sau Sedo albi-Veronicion dillenii, Recifuri, Vegetație anuală la limita mareei, Pajiști fino-scandinave uscate până la mezice, bogate în specii de altitudine mică.
La baza desemnării sitului se află mai multe specii protejate:
- păsări (7): Branta leucopsis, Calidris maritima, Cepphus grylle, vânturel roșu (Falco tinnunculus), lup de mare mic (Stercorarius parasiticus), chiră de baltă (Sterna hirundo), cocoșul de mesteacăn (Tetrao tetrix tetrix)
- mamifere (2): focă obișnuită (Phoca vitulina), marsuin (Phocoena phocoena)
- nevertebrate (1): Vertigo angustior